# إغجو
إغجو (بالهانغل: 익조، وبالهانجا: 翼祖) أو إي هاينغ ري (이행리 - 李行里) هو الجد الثالث للملك تايجو ملك مملكة جوسون الأول.